# Brzeźno (gromada w powiecie konińskim)
Brzeźno – dawna gromada, czyli najmniejsza jednostka podziału terytorialnego Polskiej Rzeczypospolitej Ludowej w latach 1954–1972.
Gromady, z gromadzkimi radami narodowymi (GRN) jako organami władzy najniższego stopnia na wsi, funkcjonowały od reformy reorganizującej administrację wiejską przeprowadzonej jesienią 1954 do momentu ich zniesienia z dniem 1 stycznia 1973, tym samym wypierając organizację gminną w latach 1954–1972.
Gromadę Brzeźno z siedzibą GRN w Brzeźnie utworzono – jako jedną z 8759 gromad na obszarze Polski – w powiecie konińskim w woj. poznańskim, na mocy uchwały nr 25/54 WRN w Poznaniu z dnia 5 października 1954. W skład jednostki weszły obszary dotychczasowych gromad Brzeźno, Brzezińskie Holendry, Rożek Krzymowski, Szczepidło i Zalesie ze zniesionej gminy Brzeźno, a także miejscowość Ladorudz z dotychczasowej gromady Patrzyków ze zniesionej gminy Kramsk – w tymże powiecie. Dla gromady ustalono 20 członków gromadzkiej rady narodowej.
1 stycznia 1958 do gromady Brzeźno włączono obszar zniesionej gromady Potaźniki w tymże powiecie. 
Gromada przetrwała do końca 1972 roku, czyli do kolejnej reformy gminnej.